# Pogonostoma spinipenne
Pogonostoma spinipenne is een keversoort uit de familie van de loopkevers (Carabidae). De wetenschappelijke naam van de soort is voor het eerst geldig gepubliceerd in 1837 door Castelnau & Gory.